# Residência Farnsworth

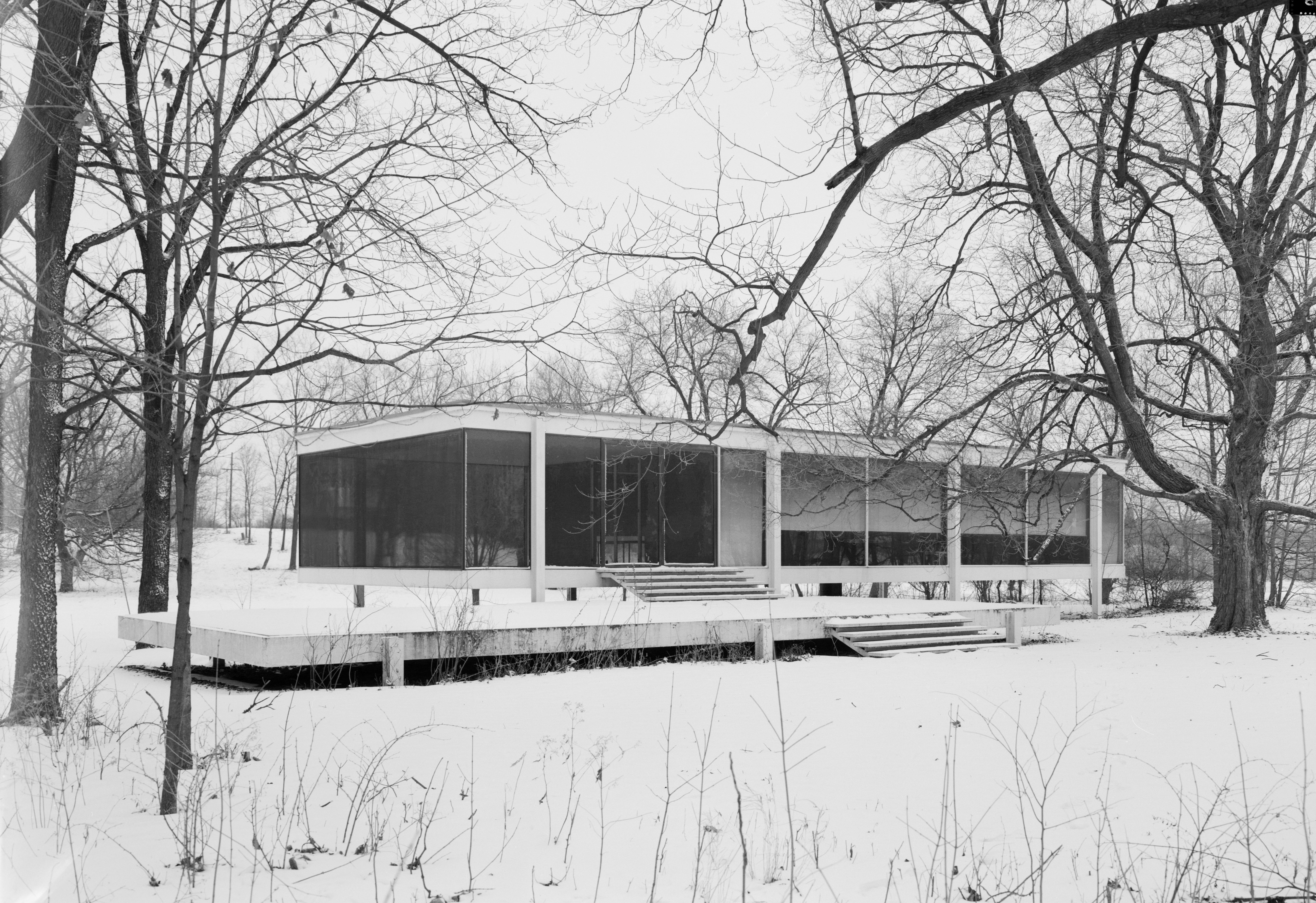
Residência Farnsworth

Uma das casas mais famosas no mundo, a residência Farnsworth (como é conhecida, devido ao seu primeiro proprietário, mas também chamada por alguns como a casa de vidro de Mies van der Rohe) está localizada na cidade de Plano, Illinois, nos Estados Unidos.
A residência foi projetada pelo arquiteto moderno Ludwig Mies van der Rohe em 1945 e concluída em 1951 e é considerada por alguns de seus críticos sua obra máxima: nela ele pôde aplicar uma série de conceitos nos quais estava trabalhando em toda a sua carreira.

## Visão geral

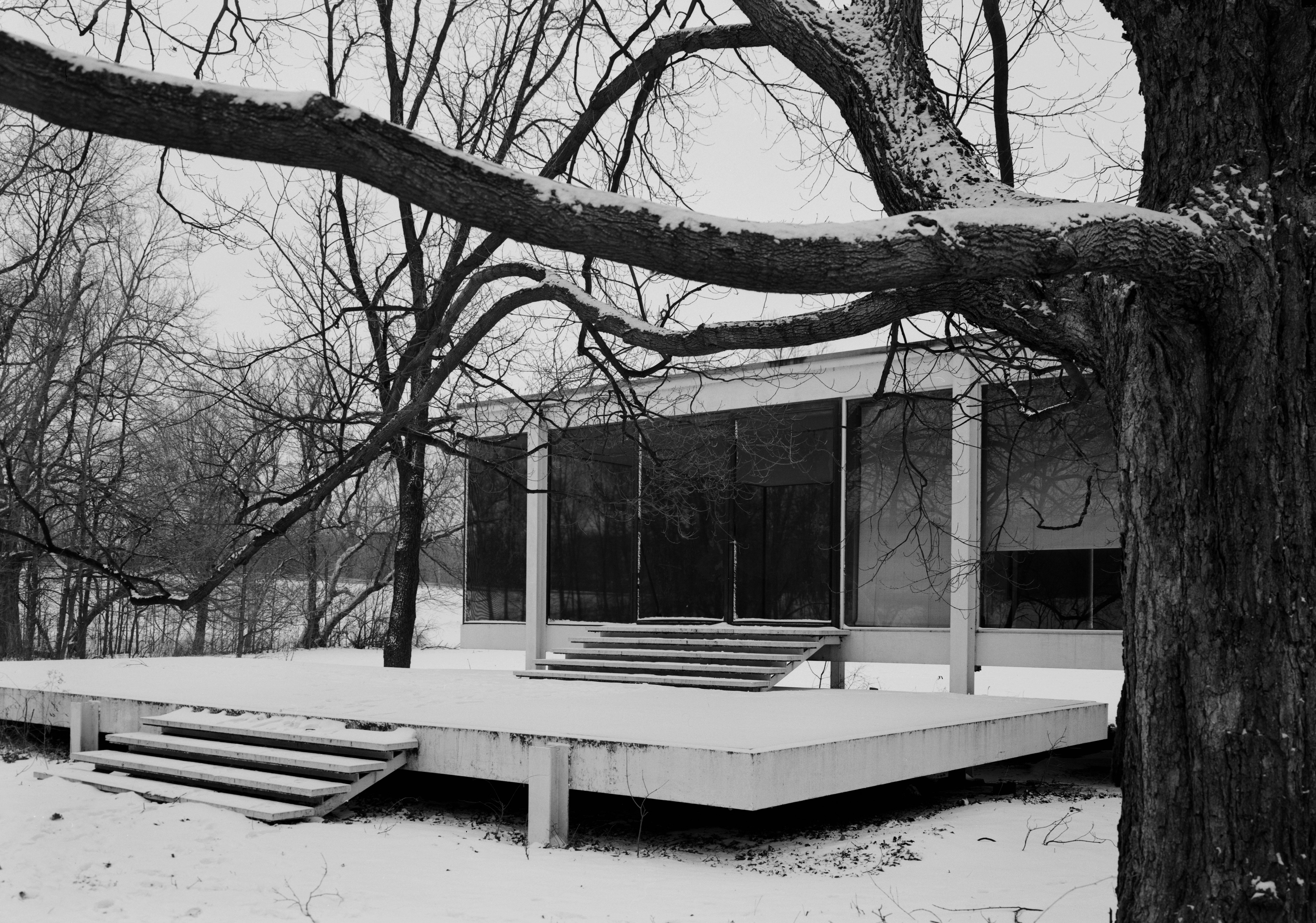
Escada

As principais características do projeto são a transparência (resultado do intenso uso da vedação em vidro), a fluidez dos espaços e a aparentemente inexistente conexão público-privado. Seu desenho é composto por linhas mínimas, uma linguagem de planos superpostos e a ilusão de que ela está flutuando sobre o solo. A estrutura metálica foi usada como sistema estrutural, tendo no desenho dos pilares uma característica singular da casa.
A casa é constituída por duas lajes de concreto armado, sustentadas por oito pilares de aço. O piso é suspenso, suportado por estes pilares, como se a casa flutuasse sobre o terreno. A cobertura é uma laje como a do piso. As paredes externas da residência são de vidro e as internas de madeira. Há uma pequena varanda na entrada com uma elegante escadaria para vencer o desnível entre a varanda e o terraço que, seguindo o alinhamento, agrega mais alguns degraus até o solo.
A residência é bastante criticada devido aos seus problemas de conforto ambiental. Atualmente ela pertence ao National Trust for Historic Preservation.

### Polêmicas
O custo total da obra foi orçado em 72.000 USD em 1951, o que equivale a aproximadamente 70.000 dólares de 2005. As despesas adicionais não previstas e conflitos pessoais entre a Dra. Edith Farnsworth e Mies levaram a um processo judicial: Farnsworth alegou que a residência era inabitável. Mies não só não concordou com a afirmação como respondeu justificando o projeto como o de uma residência de férias, sendo essencialmente uma experimentação artística. Além disto, Mies conseguiu provar que Farnsworth havia aprovado seus estudos, o que fez com que van der Rohe vencesse no tribunal.
Parte do protesto promovido por Farnsworth contra Mies incluía um apelo nacional para chamar os críticos de arquitetura em seu favor e a denúncia de Mies van der Rohe em publicações de circulação nacional. Frank Lloyd Wright aproveitou-se da situação para denunciar a casa, o arquiteto, e o International style como um todo, alegando que os "modernistas estavam próximos dos comunistas em sua visão mecânica das necessidades humanas" e eram defensores de um "minimalismo conformista" em todas as coisas.

### Artigos relacionados
- Arquitetura
- Arquitetura moderna
- International style
- Casa

### Páginas externas
- Site oficial - em inglês
- Associação dos amigos da casa Farnsworth - em inglês
- GreatBuildings.com - em inglês
- National Trust - em inglês

### Bibliográficas
- VANDENBERG, Maritz; Farnsworth House: Ludwig Mies Van Der Rohe : Architecture in Detail (Architecture in Detail); Phaidon Press, 2003, ISBN 0-7148-3152-2